# Gesaffelstein
Ґезафельштайн (фр. Gesaffelstein, справжнє ім'я Майк Леві, фр. Mike Lévy; нар. 25 червня 1985, Ліон, Франція) — французький композитор та діджей.
Спродюсував дві пісні з Yeezus, шостого альбому американського репера Каньє Веста, включаючи головний сингл «Black Skinhead» та «Send It Up», обидві пісні спродюсовані також із самим Каньє Вестом, Daft Punk, Brodinski та Майком Діном.

## Ім'я
Gesaffelstein є телескопією від слів Гезамкунстверк (нім. Gesamtkunstwerk) та Альберт Ейнштейн.

## Кар’єра
Випустив свій дебютний альбом Aleph 28 жовтня 2013 року, над котрим розпочав роботу у 2011 році. Його ремікс на пісню «Shockwave» від The Hacker грає у відеогрі 2013 року Grand Theft Auto V, на радіостанції Soulwax FM. У 2015 році Gesaffelstein випустив сингл під назвою «Conquistador» разом з Жан-Мішель Жарром. У 2018 році спродюсував пісні «I Was Never There» та «Hurt You» від The Weeknd у міні-альбомі My Dear Melancholy. У 2015 році Boys Noize написав, що разом з Gesaffelstein зробили новий матеріал, але невідомо, чи опиниться це у його новому альбомі
У листопаді 2018 року підписав контракт із Columbia Records. 
Другий альбом під назвою Hyperion вийшов 8 березня 2019 року.
3 Жовтня 2019 здивував усіх анонсом міні альбому NOVO Sonic System який вийшов наступного дня.
Gesaffelstein представив альбом GAMMA, свій перший альбом за п'ять років у лютому 2024 року.
Французька ікона електронної музики оголосила про новий альбом за допомогою захоплюючого аудіовізуального трейлера, в якому є список пісень і прев'ю музики. Згідно з відео, у GAMMA буде 11 треків.

## Дискографія

### Міні-альбоми
- 2008 : Vengeance Factory (OD Records)
- 2008 : Modern Walk (Goodlife)
- 2009 : The Operator (Zone)
- 2010 : Variations (Turbo)
- 2011 : Conspiracy PT. I (Turbo)
- 2011 : Conspiracy PT. II (Turbo)
- 2011 : Crainte & Errance (ft. Hacker, Zone)
- 2011 : Bromance #1 (Bromance Records)
- 2012 : Conspiracy Remixes (Turbo)
- 2012 : Bromance #4 : Rise of Depravity (Bromance Records)
- 2019 : Novo Sonic System (Columbia Records)

### Саундтреки
- 2015 : Maryland (Original Motion Picture Soundtrack) (Parlophone)

### Синґли
- 2013 : Pursuit (EMI Music France)
- 2013 : Hate or Glory (EMI Music France)
- 2014 : In Distress (featuring A$AP Rocky)
- 2015 : Conquistador (featuring Jean Michel Jarre) (Colombia Records)
- 2018 : Reset (Colombia Records)
- 2018 : Lost in the Fire (featuring The Weeknd) (Colombia Records)
- 2018 : Blast Off (featuring Pharrell Williams) (Colombia Records)

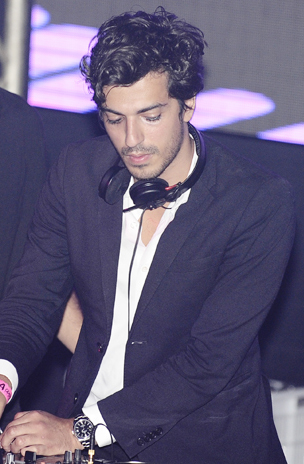
Gesaffelstein у клубі Amnesia (Ibiza) виступає разом з Brodinski

### Ремікси
2009 :
- I Am The Cosmos — «So Glad» (Gesaffelstein Remix)
- Franz & Shape feat. Shrubbn!! — «Lump» (Gesaffelstein Remix)

2010 :
- Cassius — «Les Enfants» (Gesaffelstein Remix)
- Sei A — «Body of Eyes» (Gesaffelstein Violation Remix)
- Chateau Marmont — «One Hundred Realities» (Gesaffelstein Remix)
- David Carretta — «New Disco Beat» (Gesaffelstein Remix)
- Ali Renault — «What Is the Point» (Gesaffelstein Remix)

2011 :
- Miss Kittin — «All You Need» (Gesaffelstein Remix)
- ZZT — «ZZafrika» (Gesaffelstein Remix)
- Moby — «The Day» (Gesaffelstein Remix)
- Arnaud Rebotini — «All You Need Is Techno» (Gesaffelstein Remix)
- Agoria, Carl Craig & La Scalars — «Speechless» (Gesaffelstein Remix)
- Duck Sauce — «Big Bad Wolf» (Gesaffelstein Remix)
- Crackboy — «Hilinner» (Gesaffelstein Remix)
- The Shoes — «Cover Your Eyes» (Gesaffelstein Remix)

2012 :
- Azari & III — Indigo (Gesaffelstein Remix)
- Lana Del Rey — «Blue Jeans» (Gesaffelstein Remix)
- Boys Noize & Erol Alkan — «Lemonade» (Gesaffelstein Remix)
- The Hacker — «Shockwave» (Gesaffelstein Remix)
- Zombie Zombie — «Rocket Number 9» (Gesaffelstein Remix)
- Evil Nine & Danny Brown — «The Black Brad Pitt» (Gesaffelstein Remix)
- VCMG — «Aftermaths» (Gesaffelstein Remix)

2013 :
- Justice — «Helix» (Gesaffelstein Vision Remix)
- Laurent Garnier — «Jacques in the Box» (Brodinski & Gesaffelstein Dirty Sprite Remix)
- Depeche Mode — «Goodbye» (Gesaffelstein Remix)

2014 :
- Gesaffelstein — «Hate Or Glory» (Gesaffelstein Remix)
- Phoenix — «Bankrupt!» (Gesaffelstein Remix)

2020 :
- Rosalía — «A Palé» (Gesaffelstein Remix)

### Виробництво та спільне виробництво
- The Weeknd — I was never there
- The Weeknd — Hurt you
- Miss Kittin — Calling from the Stars
- Kanye West — Send It Up
- Kanye West — Black Skinhead
- Phoenix — Fior Di Latte